# William Mansfield Clark
William Mansfield Clark (Tivoli, 1884 – Baltimora, 1964) è stato un chimico statunitense.
Docente alla Johns Hopkins University dal 1927, tra i suoi trattati si ricorda la Determinazione degli ioni idrogeno (1920).